# Los Jarochos
Los Jarochos är en ort i Mexiko.   Den ligger i kommunen Santiago Tuxtla och delstaten Veracruz, i den sydöstra delen av landet, 400 km öster om huvudstaden Mexico City. Los Jarochos ligger 21 meter över havet och antalet invånare är 145.
Terrängen runt Los Jarochos är huvudsakligen platt, men österut är den kuperad. Terrängen runt Los Jarochos sluttar västerut. Runt Los Jarochos är det ganska tätbefolkat, med 70 invånare per kvadratkilometer. Närmaste större samhälle är Lerdo de Tejada, 19,8 km norr om Los Jarochos. Omgivningarna runt Los Jarochos är en mosaik av jordbruksmark och naturlig växtlighet.